# オウンドメディアリクルーティング
オウンドメディアリクルーティング（Owned Media Recruiting、OMR）とは、オウンドメディア（採用サイトやSNS・社員）を軸に、 採用したい人材に対して自社主体で直接メッセージを発信し、 共感を喚起することで採用につなげていく能動的リクルーティング手法のこと。

## 概要

### 背景
日本では2010年代後半より、求職者の選職リテラシー（情報収集・情報選別力）の進化や、働き方の価値観の多様化が進んでおり、企業による採用活動を取り巻く環境が大きく変わった。
まず、求職者の選職リテラシーの進化については、SNSの浸透などによりインターネットが社会に広まるにつれて情報量が激増したことや、スマホ・ネイティブ世代の登場によりユーザーが自分にとって有益な情報だけを集めるようになったことが関係している。仕事探しの検索行動においても、スキルや働き方など個人の関心に沿ったワードを掛け合わせる高度な検索を行う人が増えた。その結果、この検索行動の変化に対応した情報発信をしなければ、企業は求めている求職者に出会いにくくなっている。
次に、求職者の価値観が変化したことについても、「採用学」の確立に向け研究を続ける神戸大学大学院経営学研究科准教授の服部泰宏や、これまで人事部門に長く携わってきたサイバーエージェント取締役人事統括を務める曽山哲人など、企業による採用活動に詳しい識者が、その重要性を指摘している。
「これまで求職者は会社を選ぶとき、給与や勤務地などわかりやすい基準で判断していました。しかし、今はもっと本質的な仕事の価値や自分のライフスタイルに合った仕事を求めるようになっています。その意味で、求職者の中では今、大きな地殻変動が起きているといえるでしょう。ただ、こうした“意識のインフラ”の変化に対応できている企業は非常に少ないのが現状です」（服部）。
「私は今採用において、3e（トリプルe）というトレンドがあると考えています。三つのeとは、exposure（さらけ出し）、esteem（承認欲求）、emotion（感情報酬）です。つまり、会社の内情を細かく調べ、入社後自分が認められるのかどうか、または、仕事でワクワクできるのかどうかを重視するようになったのです。これまでの求職者は金銭報酬や知名度を重視する傾向にあったのですが、3eへの期待が今相当上がっているのです」（曽山）。
リクルーティングを取り巻く環境における2つの変化に応じて、主体的に情報発信を行いながら、自社で活躍する可能性が高い「高付加価値人材」の人材獲得につなげることが求められるようになり、「オウンドメディアリクルーティング」という採用手法が注目を集めている。また、情報発信の重要性を裏付けるデータとして、リクルートコミュニケーションズが行った2018年12月の調査によると、求職者の8割以上は企業のホームページだけでなく、採用サイトにも訪れて、企業に関する情報を得ている。
英米圏ではLinkedInなどのツールが浸透しており、自社サイトから一本釣りするよりもLinkedInなどを経由した採用が多い。そのため、自社サイトを活用した採用マーケティング手法について広く認知された呼び方があるわけではないが、Digital Recruitment Marketingと呼ばれることが多い。

### 重要な要素
オウンドメディアリクルーティングは、自社がオウンドメディアを通して主体的に情報発信し、仕事のやりがいや自社の社会的な存在意義などの意味報酬を中心に伝えることで、職務に必要なスキルへの適合度（スキルフィット）が高く、かつ自社の価値観との適合度（カルチャーフィット）が高い人材の採用につなげることをめざす。
具体的には、「ジョブディスクリプション（職務記述書）」と「シェアードバリューコンテンツ」がオウンドメディアの重要な要素となる。
ジョブディスクリプションは、簡単な仕事内容などを記載した募集要項とは違い、「仕事の役割」と「必要な能力」を精緻に言語化し、見える化したもの。これにより求職者と出会う力の向上、求職者とのスキルにおけるマッチング精度の向上が見込まれる。
シェアードバリューコンテンツは、自社の社会的な存在意義や自社で働くことの魅力を伝えることで、求職者の共感を喚起するコンテンツのこと。どんな企業で何を大切にしているのか、働く人はどんなことに情熱を注いでいるのかなどを発信する。さらに、シェアードバリューコンテンツには、自社の企業文化・社風・行動様式・行動規範を伝える「カルチャーコンテンツ」と、企業理念・存在価値を伝える「パーパスコンテンツ」という2つの軸がある（詳細は次項で説明）。

### 他採用手法との関連性
採用情報の発信媒体となるオウンドメディアは、採用サイトだけを指すのではなく、SNSや自社の社員も含まれる。そのため、SNS公式アカウントを起点に発信する情報を活用した採用や、自社社員の紹介を通して採用を行うリファラルリクルーティングも、オウンドメディアリクルーティングの一種と考えられる。
特に、リファラルリクルーティングは、力を入れている企業が増えている。会社の実態を理解している社員を経由して求職者が応募するため、会社と求職者の期待値がマッチングする確率が高くなるのだ。
また、ダイレクト・リクルーティングという採用手法は、転職を積極的に考えていない潜在層へアプローチして採用ターゲットの母集団形成を行う点で、オウンドメディアリクルーティングと共通する面もある。両者とも、これまで主流だった採用エージェントやポータルサイトを介して転職顕在層へアプローチする方法とは異なる。だが、ダイレクト・リクルーティングは実態として求職者のデータベース内へのアプローチが多く、オウンドメディアリクルーティングのほうが広く潜在層にアプローチできる利点がある。

### デザイン経営との関連性
オウンドメディアリクルーティングを実践するにあたり、デザイン経営の視点を取り入れる企業もある。背景には、現在の採用マーケットが“超売り手市場”で、求職者が採用の主導権を持っていることと、社会が急速にデジタル化していることがある。
昨今は、人材獲得競争が加速し、求職者優位の時代になっており、求職者が抱く“企業への印象”が採用活動に大きな影響を及す。その結果、企業が欲しい人材を獲得できる“採用力”を持つために、採用はもちろん、すべての企業活動を通じて、求職者の“自社への印象”をデザインすることが求められている。
また、デジタル化の浸透によって、企業が自社のイメージを求職者に伝える環境が大きく変わった。デザイン・イノベーション・ファームTakramの代表である田川欣哉は、デジタル化がもたらした変化を以下のように語る。
「インターネット時代の今では、各社がWebサイトを持ち、自分たちの伝えたいことを自由に表現できます…採用の話も同様で、これまでは扱える情報量が限られていたので、仕事の概要や年収・福利厚生といった、他社と比較できるような情報を出すしかなかった。でも画一的なコミュニケーションに捉われなくてもよくなった今は…『その企業で働く自分』を想像させたり、友人がその企業で働いているかのような感覚を覚えたりするコミュニケーションを、万人に向けてできるようになったのです」（田川）。
その結果、「企業が自社のブランドのポジショニングを明確にして、ミッションやビジョン・社員のスタイルが、外から見てもはっきりしているような、透明性の高い状態をつくること」（田川）で、求職者が持つ自社への印象をデザインすることが重要になったのだ。
デザイン経営が、ユーザー視点に立ってソリューションを考えるアプローチを取ることも重要な点だ。経済産業省・特許庁が発表した『「デザイン経営」宣言』では、企業活動におけるデザインの役割として、以下の2つを挙げている。
デザイン・フォー・イノベーション
デザインの役割の一つで、顧客をじっくり観察してその心の動きを洞察し、コンシューマーインサイトを発見すること
デザイン・フォー・ブランディング
デザインの役割の一つで、製品・サービスや事業のコンセプト、そして企業のあり方を、誰もが直感的に理解できるようビジュアライズすること
A.T.カーニー 日本法人会長である梅澤高明は、「そもそも採用活動を『採用される側』の立場に立って真剣に問い直すことに、まだ多くの企業は手をつけていない。だからこそ『デザイン・フォー・イノベーション』、『デザイン・フォー・ブランディング』の2つの考え方を人材採用に当てはめると、人材獲得競争力に劇的な変化をもたらす可能性があります」と、デザイン経営のアプローチが人材採用に適用できると語っている。
さらに梅澤は、「その企業が表向き掲げているビジョンやミッションだけでなく、本当のところ、何が強みの会社なのか、どんな進化をしていこうと取り組んでいるのかなどを、求職者はきちんと知りたいはず。その上で、どんな職種でどんな能力を持つ人を採用したいのかを明確に説明して欲しい。ジョブディスクリプションや人材要件も、今後は明示していくべき情報でしょう」と、デザイン経営の考え方を取り入れて効果的な採用を行うことと、オウンドメディアリクルーティングの共通点について語っている。

## オウンドメディアリクルーティングの専門用語
オウンドメディア
企業自らが所有し、情報発信する媒体のこと。ここでは主に自社のウェブサイト、ブログなどを指す。採用情報の発信媒体となるオウンドメディアは、採用サイトだけを指すのではなく、SNSや自社の社員も含まれる。
ジョブディスクリプション
職務記述書。募集要項よりも詳細に、職務内容や目的、求められるスキルなどを記述している。
シェアードバリューコンテンツ
自社の社会的な存在意義や魅力を伝えて求職者とシェアすることで、求職者の共感を喚起するコンテンツのこと。パーパスコンテンツとカルチャーコンテンツという2つの軸で構成されている。
カルチャーコンテンツ
企業文化、社風、行動様式、行動規範など、どのような雰囲気のなかで、どのような考えを持った人と働くのかを伝えるコンテンツ。
パーパスコンテンツ
自社は何のために存在しているのか、企業の社会に対する存在意義、何を原点に活動するのかなどを伝えるコンテンツ。

## オウンドメディアリクルーティングの実践方法
オウンドメディアリクルーティングについて様々な切り口から議論しているオウンドメディアリクルーティングサミットでは、実践方法として次の5つのステップが紹介された。
第1に、採用したい人材像を整理し、ペルソナを作成する。その際、経歴・経験・目標・モチベーション・行動などの項目を埋めていくと、どんな人を採用したいのか具体的に浮き彫りにできる。このステップを経ることで、理想の人材像について採用に携わる関係者全員が共通認識を持ちやすくなり、求職者を惹きつけるキーワードやジョブディスクリプションなどに一貫性が生まれる。
第2に、設定したペルソナのニーズを踏まえて自社が提供できる価値は何かを考える。自社の魅力因子を分析するためには、「Philosophy（理念・目的）」、「People（人・風土）」、「Profession（仕事・事業）」、「Privilege（特権・待遇）」の4つのPを軸に考えるとよい。
第3に、設定したペルソナを踏まえてジョブディスクリプションを書く。職務内容、職務の目的はもちろん、目標、責任、権限の範囲、関わりのある社内外の関係性、必要とされる技術・知識、資格、経験、学歴など、詳細な情報を記載し、仕事の役割と必要な能力を“見える化”する。求職者が検索窓にどんなキーワードを入れるかを逆算して書くとよい。精緻なジョブディスクリプションを用意することで、求職者とのミスマッチが減り、出会いの機会が増えていく。
第4に、シェアードバリューコンテンツによって自社の社会的な存在意義や自社で働くことの魅力を伝えることで、求職者の共感を喚起する。シェアードバリューコンテンツは、カルチャーコンテンツとパーパスコンテンツの2つに大別される。
カルチャーコンテンツは、社員インタビュー、プロジェクトストーリー、オフィス環境、組織データのインフォグラフィックス、福利厚生・社内制度、キャリアプラン、日常的な社内のイベントなど、企業独自の価値観を言語化したものや、社風を形成する仕組みを伝えるコンテンツを通して、社員がどんな環境で仕事しているかを表す。テキストだけでなくビジュアルで訴えていくことも効果的だ。
パーパスコンテンツは、企業トップのメッセージ、経営理念の紹介、自社のミッションやバリューの解説、会社の方向性についての経営陣インタビューなどで構成される。企業の方向性をわかりやすく伝える「ストーリーテリング」と、よいことも悪いこともさらけ出す「透明化」を意識するとよい。社会にどんな貢献ができるか、この会社に入ることでどのような存在になれるのかなど、やりがいや仕事の意義・働きやすさなど、意味報酬を伝える。
第5に、これまでのステップを踏まえたうえで、SNSやリファラル採用など他施策とも連動させ、オウンドメディアリクルーティングの効果をより高める。リファラル採用においては、社員がオウンドメディアの内容を読み込みことで、自社の活動をあらためて認識し、社員自身が自社の魅力を発信する“メディア”となることができる。人材紹介会社を介した採用の場合も、オウンドメディアによって情報発信することで、エージェントに対して本当に採用したい人材像と自社の魅力について的確に伝えることができる。

## オウンドメディアリクルーティングの関連用語
- リファラル採用
- ダイレクト・リクルーティング
- 採用マーケティング
- 求人広告
- デザイン経営

## オウンドメディアリクルーティングの日本の代表企業
- メルカリ
- DeNA
- ナイル
- メドレー
- Sansan
- サイボウズ
- ライザップ
- マネーフォワード
- グロービス・キャピタル・パートナーズ
- ユニリーバ
- ソフトバンク
- JT
- サイバーエージェント
- スープストックトーキョー
- パナソニック
- LIFULL
- ラクスル
- 日本マクドナルド
- スノーピーク
- Indeed